# Materie primă

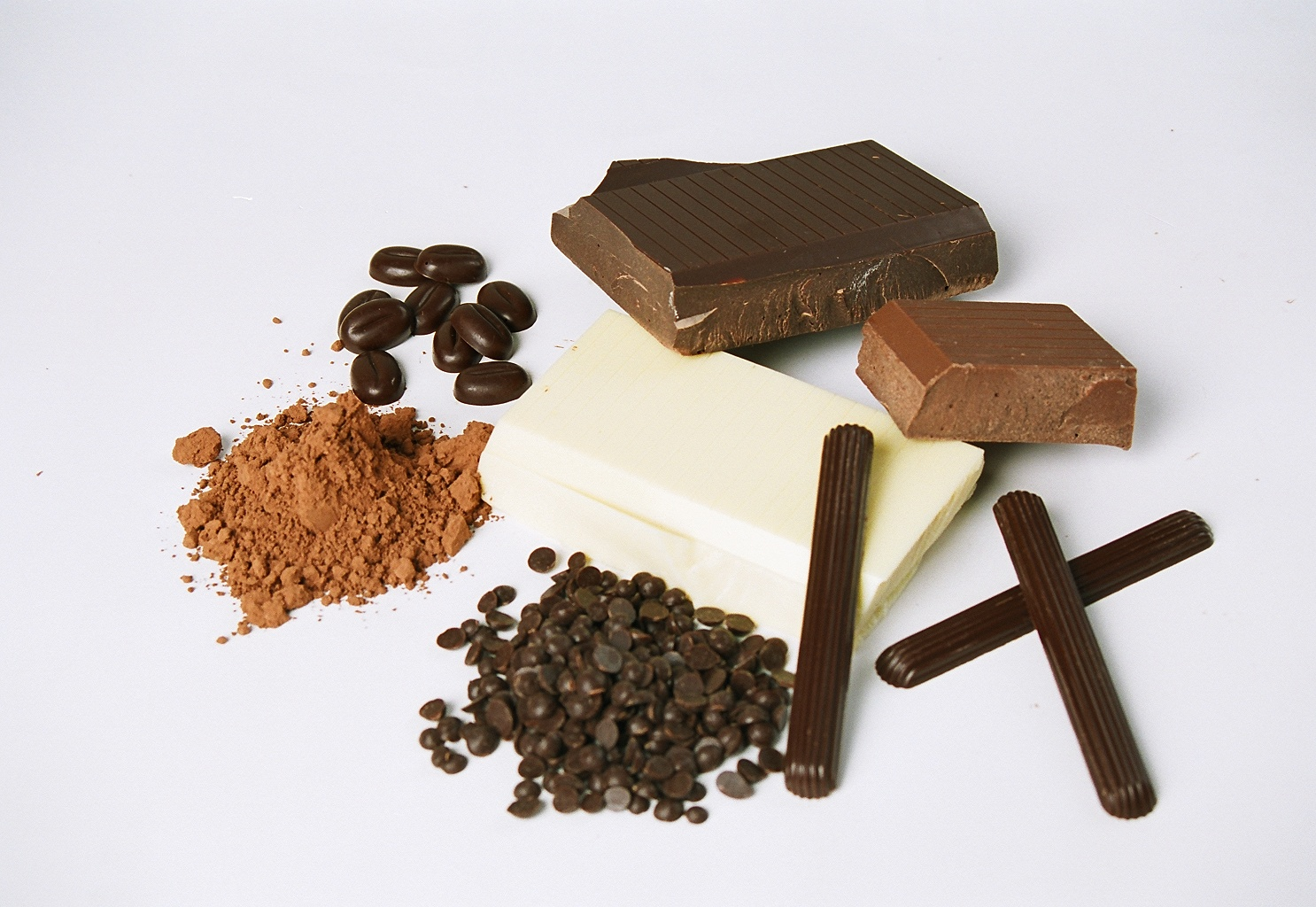
Boabele de cacao sunt folosite ca materie primă la producerea ciocolatei

Materia primă este materialul de bază din care sunt produse sau fabricate: mărfurile, produsele finite și materiile intermediare. Termenul de "materie primă" este utilizat pentru a desemna materialul aflat într-o stare neprelucrată sau prelucrată, minim, de exemplu, latex, cărbune, minereu de fier, lemn, aer sau apa de mare. Utilizarea de materii prime de specii non-umane, este observabilă la păsări care folosesc nuiele și obiecte pentru a construi cuiburi.